# مارتن هيس
مارتن هيس (بالألمانية: Martin Hess)‏ (6 فبراير 1987 بهايلبرون في ألمانيا - ) هو لاعب كرة قدم ألماني في مركز الهجوم. لعب مع آينتراخت فرانكفورت وفالدهوف مانهايم وفي إف بي شتوتغارت الثاني وEintracht Frankfurt II ‏ وSV Wacker Burghausen ‏ وSportfreunde Lotte ‏.

## روابط خارجية
- مارتن هيس على موقع قاعدة بيانات كرة القدم.إي يو (الإنجليزية)
- مارتن هيس على موقع بيانات كرة القدم. دي إي (الألمانية)
- مارتن هيس على موقع عالم كرة القدم.نت (الإنجليزية)